# Lingua chibcha
La lingua chibcha, conosciuta anche come muisca o mosca, è ufficialmente una lingua estinta della famiglia linguistica delle lingue chibcha della Colombia, parlata dalla gente Muisca.

## Storia
La lingua venne bandita dal re Carlo III di Spagna il 10 maggio 1770, come parte del progetto di de-indigenizzazione, e il bando rimase fino alla creazione della costituzione colombiana del 1991. Anche se la lingua è ufficialmente estinta, vi sono ancora diverse parole di origine chibcha che vengono usate nelle zone all'esterno di Bogotà. 
La sola scuola pubblica in Colombia dove si insegna Muisca a circa 150 bambini si trova a Cota, ed è chiamata Jizcamox.
Il nome della lingua, in chibcha, è in realtà "muyskkubun". La parola "chibcha" viene da "chib" (bastone) e "cha" (uomo), che significa "capo della comunità". Chibchacum, per esempio, era il dio dell'agricoltura e, secondo la leggenda, venne punito da Bochica e condannato a portare la terra sulle proprie spalle.

## Esempio
Questa è la preghiera del Padre Nostro:
Chipaba Guate quycan zona umhyca
achie chigusqua.
Vmquyca chimus huca,
vmpquyquy çìelon aquy nuca
guehesca
sinaca nsie aquynynga.
Suas puyn uca chihucu manysca
chifun ba chihucu nu.
Nga chihubia aapqua umuzinga chie
chihuihin achubiague
aapqua chigusquaza guehesca,
Pecadoca chibenanzinga nzhona achie
u mtazinga
Nga hataca chisan
umpquannyngaco
Amen.